# Rajamangala University of Technology Rattanakosin Salaya Campus Stadium
Das Rajamangala University of Technology Rattanakosin Salaya Campus Stadium (Thai สนามมหาวิทยาลัยเทคโนโลยีราชมงคลรัตนโกสินทร์ ศาลายา) ist ein Mehrzweckstadion in Nakhon Pathom in der Provinz Nakhon Pathom. Es wird hauptsächlich für Fußballspiele genutzt und war das Heimstadion vom thailändischen Drittligisten Nakhon Si United FC. Das Stadion hat eine Kapazität von 2000 Personen. Eigentümer und Betreiber des Stadions ist die Rajamangala University of Technology.

## Nutzer des Stadions
| Verein                | Zeitraum der Nutzung |
| --------------------- | -------------------- |
| Nakhon Si United FC   | 2015                 |
| Air Force Robinson FC | 2012                 |